# محمد جمال (لاعب كرة قدم مواليد 1989)
محمد جمال عتيق الفلاسي (مواليد 22 يوليو 1989) لاعب كرة قدم إماراتي يجيد اللعب في الوسط.

## مسيرة اللاعب
لعب في نادي الوصل ونادي حتا ونادي الإمارات ونادي الذيد ونادي جلف وجلف يونايتد.

## روابط خارجية
- محمد جمال (لاعب كرة قدم إماراتي، مواليد 1989) على موقع Soccerway.com (الإنجليزية)
- محمد جمال (لاعب كرة قدم إماراتي، مواليد 1989) على موقع عالم كرة القدم.نت (الإنجليزية)